# خوان فلوريس (أستاذ جامعي)
خوان فلوريس (بالإسبانية: Juan Antonio Flores Santana)‏ (و. 1927 – 2014 م) هو أستاذ جامعي، وكاهن كاثوليكي من جمهورية الدومينيكان، توفي في سانتياغو دي لوس كاباليروس، عن عمر يناهز 87 عاماً، بسبب متلازمة الاختلال العضوي المتعدد.

## مناصب
تولى منصب أسقف.